# Le due verità
Le due verità (titolo orig. Ordeal by Innocence) è un romanzo poliziesco scritto da Agatha Christie e pubblicato nel 1958. Un fatto di cronaca nera è all'origine della storia: una signora viene assassinata. Il figlio adottivo, accusato del delitto, è condannato all'ergastolo. Un testimone dell'inchiesta giudiziaria è ignaro del suo cruciale ruolo nella vicenda: quando lo scopre, sono passati due anni da quando l'innocente fu condannato per l'omicidio della propria matrigna. Una volta appresa la notizia, conscio dell'importanza dell'informazione di cui è in possesso, il testimone riaprirà le ferite e il dolore della perdita di una famiglia, riattivando la domanda: chi è l'assassino di Rachel Argyle? Quale membro della famiglia l'ha uccisa?
Agatha Christie ha più volte affermato che Le due verità è il libro che preferisce fra tutte le sue opere, insieme al romanzo È un problema.

## Trama
Il dottor Calgary si reca dalla famiglia Argyle per una ragione molto importante: Jacko Argyle, morto in carcere, non ha ucciso la madre adottiva, Rachel Argyle, e perciò è stato condannato ingiustamente. Infatti, al momento del delitto, il giovane si trovava casualmente insieme a lui, cosa che però Calgary, essendo rientrato in Inghilterra dopo due anni trascorsi all'estero per una spedizione in Antartide, non poté testimoniare al processo. Una volta fatto questo annuncio, la reazione della famiglia non è quella che Calgary si aspetta. Egli credeva che gli Argyle sarebbero rimasti sollevati nello scoprire l'innocenza del giovane Jacko, invece essi ne sono sconvolti: se non è stato Jacko a compiere il delitto, vuol dire che il colpevole è ancora tra gli Argyle. Il dottor Calgary si impegnerà a condurre indagini, parallelamente a quelle della polizia, per assicurare che gli innocenti non paghino per le colpe altrui.

## Personaggi
- Arthur Calgary, narratore
- Leo Argyle, padre di Jacko e vedovo di Rachel Argyle
- Gwenda Vaughan, segretaria di Leo e sua fidanzata
- Christina Argyle, figlia adottiva
- Hester Argyle, figlia adottiva
- Mary Durrant, figlia adottiva
- Philip Durrant, marito di Mary
- Michael Argyle, figlio adottivo
- Maureen Clegg, vedova di Jacko Argyle
- Joe Clegg, attuale marito di Maureen
- Donald Craig, medico e fidanzato di Hester
- Kirsten Lindstrom, governante e infermiera
- Finney, Commissario di Contea
- Huish, sovrintendente di Polizia
- Andrew Marshall, avvocato degli Argyle

## Adattamenti

### Cinema
Nel 1984 fu realizzato un adattamento cinematografico del romanzo intitolato Prova d'innocenza. Il film è diretto da Desmond Davis e del cast fanno parte Donald Sutherland, Faye Dunaway, Christopher Plummer e Sarah Miles.

### Televisione

#### Miss Marple(2007)
Il romanzo fu adattato per la terza stagione della serie su ITV di Miss Marple con protagonista Geraldine McEwan nel 2007, sebbene il suo personaggio non sia presente nel romanzo originale. Lei appare come l'ospite di Gwenda per il suo prossimo matrimonio e conosceva Gwenda da bambina.  Denis Lawson è Leo, Stephanie Leonidas è Hester, Lisa Stansfield è Mary, e Jane Seymour è Rachel. Questa versione ha modificato considerevolmente il romanzo, e Jacko (Burn Gorman) è giustiziato per impiccagione, piuttosto che morto in prigione per cause naturali.

#### Little Murders by Agatha Christie (2009)
L'episodio ispirato al romanzo "Le due verità" s'intitola "Am stram gram" ed è il secondo della prima stagione della serie, il cui protagonista è il commissario Larosière. I nomi dei personaggi sono diversi perché la vicenda,  come tutte le altre della serie, è ambientata in Francia.
La prima stagione si compone di 11 episodi trasmessi per la prima volta in Francia da France 2 tra il 2009 e il 2012.

#### Le due verità
Nel 2018 è stata prodotta una versione televisiva inglese ispirata al romanzo, con la regia di Sandra Goldbacher. Il cast comprende gli attori: Bill Nighy (Leo Argyll), Anthony Boyle (Jack Argyll), Anna Chancellor (Rachel Argyll), Morven Christie (Kirsten Lindstrom), Crystal Clarke (Tina Argyll), Christian Cooke  (Mickey Argyll), Alice Eve (Gwenda Vaughn), Matthew Goode (Philip Durrant), Ella Purnell (Hester Argyll), Eleanor Tomlinson (Mary Durrant), Luke Treadaway (Arthur Calgary.) La serie - di 3 episodi, titolo originale Ordeal by Innocence - è una coproduzione  BBC (Gran Bretagna) - USA.

## Edizioni italiane
- Agatha Christie, Le due verità, traduzione di Paola Franceschini, Collana Il Giallo Mondadori. Nuova serie n.541, Milano, Arnoldo Mondadori Editore, 14 giugno 1959. - Collana I Classici del Giallo n.178, Mondadori, 1973 e n.462, 1984; Prefazione e postfazione di Claudio Savonuzzi, Collana Oscar Gialli n.57 (in Collana Oscar n.1215), Mondadori, 1980; Collana Oscar Narrativa n.1484, Mondadori, 1995.